# Lou Landré
Guillaume Louis Frédéric „Lou“ Landré (geboren am 20. November 1939 in Eindhoven) ist ein niederländischer Schauspieler. Er ist vor allem durch die Rolle des Werner (in den Niederlanden: Sjakie) in den drei Filmen und der Fernsehserie über die Familie Flodder  bekannt.
Nach seinem Abschluss an der Amsterdam Toneelschool besuchte er die Pantomimenschule von Etienne Decroux in Paris. In der Spielzeit 1965/1966 debütierte er mit der Theatergruppe Studio. Anschließend spielte er unter anderem mit der Toneelgroep Globe, dem RO-Theater, der Nederlandse Comedie, der Haagsche Comedie, der Theatergruppe de Appel, der Theatergruppe Theater, dem Nationale Toneel. Bei seiner Abschiedsvorstellung Niemandsland von Harold Pinter im Nationale Toneel wurde er 2004 zum Ritter des Ordens vom Niederländischen Löwen ernannt.
Landré spielte Rollen in den Fernsehserien Willem van Oranje (1983) und De Brug (1990) sowie in Filmen wie Das Mädchen mit dem roten Haar (1981), Verfluchtes Amsterdam (1988) und Karakter (1997).
Lou Landré ist ein Sohn des ehemaligen TROS-Direktors Joop Landré (1909–1997).

## Filmografie (Auswahl)
- 1981: Das Mädchen mit dem roten Haar (Het meisje met het rode haar)
- 1983: Willem van Oranje (Fernsehserie)
- 1986: Flodder – Eine Familie zum Knutschen (Flodder)
- 1988: Verfluchtes Amsterdam (Amsterdamned)
- 1990: De Brug (Fernsehserie)
- 1992: Flodder – Eine Familie zum Knutschen in Manhattan (Flodder in Amerika!)
- 1993–1998: Flodder – Eine Familie zum Knutschen (Fernsehserie)
- 1995: Flodder Forever
- 1997: Karakter
- 2007: Killer Babes
- 2008: Der Brief für den König (De brief voor de Koning)
- 2009: Juliana: koningin van Oranje (2. Folge der Miniserie)